# Antoine Bailly
Pour les articles homonymes, voir Bailly.
Ne doit pas être confondu avec Antoine Le Bailly ou Antoine Lebailly.

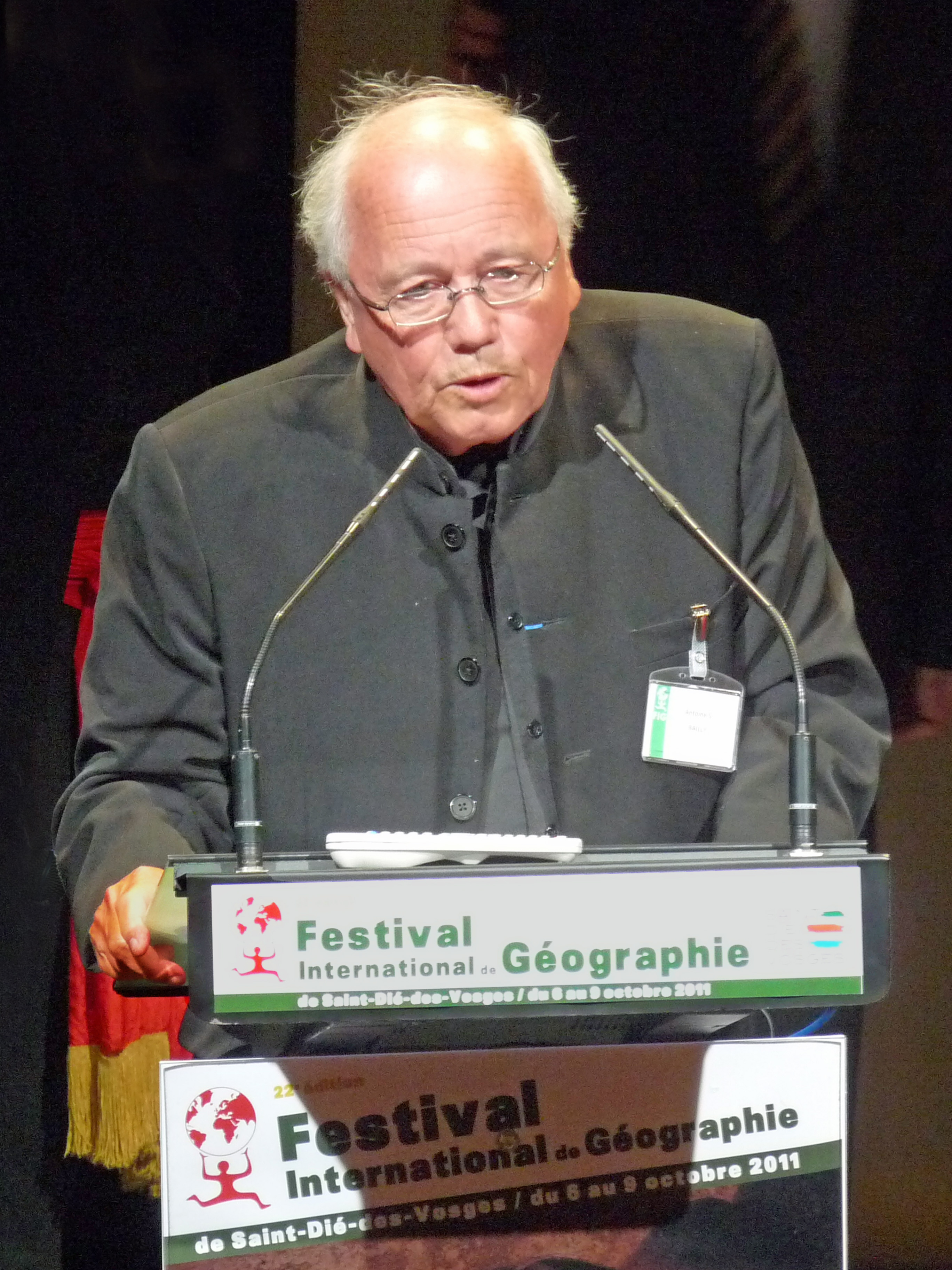
Antoine Bailly lauréat du prix Vautrin-Lud en 2011.

Antoine Bailly, né le 4 juillet 1944 à Belfort et mort à Ollon le 25 juin 2021,, est un géographe et un universitaire suisse.

## Biographie
Antoine Bailly fut professeur de géographie en France (Besançon, Paris), au Canada (Edmonton, Montréal) et en Suisse (Genève).
Il était professeur à de l'Université de Genève. Titulaire d'un doctorat en géographie de l'Université de Paris-Sorbonne (1977) et de diplômes des universités de Besançon et de Pennsylvanie, et de l'agrégation.
Antoine Bailly est auteur et coauteur de 30 ouvrages et 300 articles dans les domaines de la géographie générale et des sciences régionales. Influencé par Paul Claval, Walter Isard, Peter Gould, il est un des pionniers de la géographie des représentations et de la médicométrie régionale. Ses travaux ont un objectif commun : mieux connaître les valorisations de nos espaces vécus pour améliorer le bien-être des hommes. Il est, avec Paul Claval et Jean-Bernard Racine, l'un des fondateurs de la nouvelle géographie francophone, et de l'école suisse de nouvelle géographie.

## Publications
- 1997 : Espaces ruraux et échanges internationaux (avec Patrick Pigeon), 116 pp., Economica •  (ISBN 2-40230-409-X)
- 1998 : Introduction à la géographie humaine (avec Hubert Beguin) (9e édition), 216 pp., Armand Colin, Paris •  (ISBN 978-2-20001-993-8)
- 2001 : Les Concepts de la géographie humaine (5e édition), 333 pp., Armand Colin, Paris •  (ISBN 978-2-20025-263-2)
- 2018 : Voyage en nouvelle géographie (avec Renato Scariati), 127 pp., coédition Economica/Anthropos •  (ISBN 978-2-71787-013-8)

## Récompenses et distinctions
Le professeur Bailly a reçu le Founder's Medal, la plus haute distinction de science régionale, en 2008, et le prix Vautrin Lud le 6 octobre 2011 dans le cadre du Festival international de géographie (FIG) de Saint-Dié-des-Vosges. Il a reçu des doctorats honoris causa des universités de Université Alexandru Ioan Cuza de Iași (2016), de Lisbonne (2009), du Québec (1996) et de l'Académie hongroise des sciences, ainsi que plusieurs distinctions géographiques (Association des géographes américains, UGI, Regional Science Association). En 2000, il est fait chevalier dans l'Ordre national du Mérite (France).
En 2021, il est nommé à l'Académie des sciences de Lisbonne.